# The Awakening (Caliban)
The Awakening è il sesto album della band metalcore tedesca Caliban, pubblicato nel 2007.

## Tracce
1. I Will Never Let You Down - 3:33
2. Let Go - 3:58
3. Another Cold Day - 4:34
4. My Time Has Come - 3:41
5. Life Is Too Short - 3:42
6. Give Me a Reason - 3:55
7. Stop Running - 3:18
8. The Awakening - 3:53
9. I Believe... - 3:20
10. Rise and Fight - 3:37
11. Nowhere to Run, No Place to Hide - 3:38
12. I'll Show No Fear - 3:29
13. I see the falling sky [Bonus Track] - 5:08